# Federació Beninesa de Futbol
La Federació Beninesa de Futbol (FEBEFOOT, FBF) —en francès: Fédération Béninoise de Football— és la institució que regeix el futbol a Benín. Agrupa tots els clubs de futbol del país i es fa càrrec de l'organització de la Lliga beninesa de futbol i la Copa. També és titular de la Selecció de futbol de Benín absoluta i les de les altres categories.
Va ser formada el 1960.
- Afiliació a la FIFA: 1964
- Afiliació a la CAF: 1963[5]